# Edmundo Arrowsmith
Edmundo Arrowsmith (Haydock, 1585-Lancaster, 28 de agosto de 1628) es un santo y mártir jesuita de Inglaterra, considerado como uno de los Cuarenta mártires de Inglaterra y Gales. Bautizado en origen como Brian.

## Biografía
Estudió en el Colegio de Douai (Países Bajos) desde 1605. Se ordenó sacerdote en Arrás, en 1612. Regresó como misionero a Lancashire en 1613. Pasó un tiempo en prisión e ingresó a la Compañía de Jesús en 1623.
Volvió a Lancashire y laboró como sacerdote hasta 1628, cuando fue traicionado por un joven que inicialmente había reconvertido por contraer un matrimonio incestuoso. Estando en juicio pidió un debate abierto sobre la religión católica. Entre el fallo y la ejecución lo metieron en un cuchitril oscuro en que no podía estar en pie, ni tendido, estuvo allí una semana sin comer. 
En el cadalso se le ofreció perdón si renunciaba a su lealtad al Papa, a lo que respondió: "No me tienten más, no lo haré en ningún caso, ni bajo ninguna condición".
Fue ahorcado, arrastrado y descuartizado.
- Datos: Q1285954
- Multimedia: Edmund Arrowsmith / Q1285954